# Casinaria pallipes
Casinaria pallipes är en stekelart som beskrevs av Carl Gustav Alexander Brischke 1880. Casinaria pallipes ingår i släktet Casinaria och familjen brokparasitsteklar. Inga underarter finns listade.